# فيل هايوود
فيل هايوود (بالإنجليزية: Phil Heywood)‏ هو كاتب أغاني أمريكي، ولد في 31 أكتوبر 1954.

## وصلات خارجية
- فيل هايوود على موقع IMDb (الإنجليزية)
- فيل هايوود على موقع ديسكوغز (الإنجليزية)
- فيل هايوود على موقع قاعدة بيانات الفيلم (الإنجليزية)

- الموقع الرسمي